# Ciclo delle Fondazioni
Il Ciclo delle Fondazioni è una serie di romanzi di fantascienza futuristici scritti da Isaac Asimov a partire dal 1951, (anno in cui fu pubblicato il primo romanzo) che all'interno di essi ha delle storie come "The Encyclopedists" pubblicato nel maggio del 1942. Dopo la trilogia iniziale, nota come Trilogia della Fondazione, Asimov, sotto la spinta degli appassionati e dell'editore, la Doubleday di New York, riprese in mano il ciclo e nel 1982 realizzò due seguiti ai primi tre romanzi, per concludere con due prequel nel 1988 e nel 1993.
L'intera saga, ordinata secondo la cronologia interna degli eventi, è composta da:
- Preludio alla Fondazione (Prelude to Foundation - 1988)
- Fondazione anno zero (Forward the Foundation - 1993)
- Fondazione o Cronache della galassia o Prima fondazione (Foundation - 1951)
- Fondazione e Impero o Il crollo della galassia centrale (Foundation and Empire - 1952)
- Seconda Fondazione o L'altra faccia della spirale (Second Foundation - 1953)
- L'orlo della Fondazione (Foundation's Edge - 1982)
- Fondazione e Terra (Foundation and Earth - 1986)

I tre romanzi della trilogia originale (Fondazione, Fondazione e Impero, Seconda Fondazione) sono stati scritti tre decenni prima degli altri seguiti e prologhi e sono stilisticamente molto diversi da essi. Si tratta in realtà di una raccolta di storie brevi, apparse la prima volta sulla rivista Astounding Stories, ed in seguito raccolte in volume.

## Trilogia originale della Fondazione
Il 1º agosto 1941, Isaac Asimov propose a John W. Campbell della rivista Astounding Science Fiction di scrivere un racconto ambientato in un Impero galattico in lento declino, ispirato alla caduta dell'Impero romano d'Occidente. A Campbell piacque l'idea; al termine di un incontro di due ore, Asimov aveva pianificato una serie di racconti sulla caduta del primo Impero Galattico e l'ascesa del secondo. Asimov scrisse altri sette racconti per la rivista di Campbell nell'arco di otto anni, che furono poi raccolti in tre volumi noti come La Trilogia della Fondazione (1951-1953).
Tra questi, "Fondazione" (chiamato The Encyclopedists nella raccolta) fu pubblicato su Astounding nel maggio 1942; Bridle and Saddle (nella raccolta: The Mayors) nel giugno 1942; The Big and the Little (nella raccolta: The Merchant Princes) nell'agosto 1944; e "The Wedge" (nella raccolta: The Traders) nell'ottobre 1944. Raccolti come Fondazione nel 1951, questi quattro racconti furono accompagnati da The Psychohistorians, un prologo scritto appositamente per il libro. I quattro racconti restanti furono pubblicati in Fondazione e Impero (1952) e Seconda Fondazione (1953).
La Trilogia della Fondazione vinse un Premio Hugo come miglior ciclo fantascientifico nel 1966.
Già raccolti in volume nel 1983 da Mondadori, i tre romanzi sono noti anche con i titoli Cronache della Galassia (prima edizione italiana: 1963 sulla collana Urania, n.317 bis), Il crollo della Galassia centrale (prima ed.it.: 1964 sulla collana Urania, n.329 bis), L'altra faccia della spirale (prima ed.it.: 1964 sulla collana Urania, n.338), sono stati riproposti, sempre da Mondadori, nel febbraio 2004, con una introduzione di Fruttero & Lucentini.

### Prima Fondazione
Hari Seldon, primo e più grande psicostoriografo dell'Impero Galattico, utilizzando complesse funzioni matematiche da lui inventate e raccolte in una scienza definita "psicostoriografia" (o "psicostoria" a seconda della traduzione), arriva alla conclusione che l'Impero Galattico sarebbe crollato entro 500 anni, e che prima della ricostituzione di un nuovo ordinamento galattico che potesse assicurare pace e tranquillità, sarebbero passati 30.000 anni di anarchia e barbarie. Nel tentativo di ridurre questo periodo di caos ad appena mille anni, Seldon, che nel frattempo ha acquistato potere e popolarità nella capitale dell'Impero, utilizzando la psicostoriografia spinge gli eventi per inviare su Terminus, pianeta nella periferia della galassia, una comunità di scienziati, che ufficialmente avranno l'incarico di creare un'enciclopedia galattica, opera monumentale che dovrà mantenere intatto il sapere tecnologico e scientifico per le generazioni a venire. In realtà questa fondazione di scienziati, che si troverà a dover superare una serie di Crisi Seldon, ovvero momenti di crisi previste anni o addirittura secoli prima da Hari Seldon grazie alla psicostoriografia,  è destinata secondo il "piano Seldon" a diventare il nucleo del nuovo Impero Galattico che dovrebbe sorgere nell'arco dei mille anni successivi. In questo primo capitolo veniamo a conoscenza dei due personaggi che, assieme ad Hari Seldon, entreranno nella leggenda della Fondazione: il sindaco di Terminus Salvor Hardin, che saprà risolvere la prima e la seconda Crisi Seldon utilizzando le sottili armi della diplomazia e della politica interplanetaria, ed Hober Mallow, definito "il principe dei mercanti", il quale dovrà affrontare la terza Crisi Seldon, che questa volta andrà a coinvolgere il mondo del mercato galattico.
Già a partire da questo primo episodio Isaac Asimov ci mostra una fantascienza diversa da quella a cui siamo oggi abituati: una fantascienza senza alieni, senza epiche battaglie intergalattiche, senza misteriose forze sovrannaturali. Ognuna delle numerose avventure che vedranno protagonista la Fondazione toccherà problemi assolutamente conosciuti anche alla nostra realtà quotidiana: religione, mercato, politica, diplomazia sono i temi che Asimov utilizza per dipingere il futuro della storia dell'umanità.

### Fondazione e Impero
Sconfitti tutti gli avversari e superate tutte le Crisi Seldon dei primi 150 anni di vita, la Fondazione, inevitabilmente, si trova a dover affrontare l'Impero Galattico. I due regni iniziano a toccarsi: soprattutto iniziano a circolare alcune voci sui suoi mercanti, confusi con mistici maghi dai poteri straordinari. Il livello tecnico raggiunto dalla Fondazione, infatti, è tale per cui le novità introdotte sembrano magiche rispetto alla tecnologia conosciuta nel decadente Impero. Con i mercanti, però, giungono le leggende del Secondo Impero, attirando così l'attenzione prima di un forte generale, Bel Riose e, sconfitto questi grazie all'intervento di un mercante, Lathan Devers, di un pericoloso e - nelle equazioni di Hari Seldon - imprevisto elemento, un individuo che si è assegnato simbolicamente il nome di Il Mulo (Mule, nome originale mantenuto nelle prime traduzioni). Questi è un mutante dotato di enormi poteri psichici, attraverso i quali è in grado di convertire i suoi più acerrimi nemici in fedeli alleati.
Sarà quest'ultimo a sconfiggere la Fondazione e solo l'intervento risolutivo di Bayta Darell gli impedirà di scoprire l'ubicazione della Seconda Fondazione e quindi di ottenere una vittoria definitiva sul Piano Seldon.

### Seconda Fondazione
Il Mulo sta cercando la Seconda Fondazione creata da Seldon ed invia Han Pritcher, uno dei condizionati al suo servizio, insieme ad un giovane, non condizionato, nella speranza che la mente più libera di quest'ultimo possa scoprirne l'ubicazione. Quello che non sa e che scoprirà solo alla fine, è che è caduto in una trappola di quest'altra Fondazione, composta da persone che hanno sviluppato sensi in tutto e per tutto simili ai suoi innati poteri psichici. L'obiettivo principale di questa trappola è quello di condizionare il Mulo e impedirgli di continuare la ricerca, fino alla sua morte.
Dopo la morte del Mulo la Fondazione riottiene il controllo dei pianeti perduti, ma un gruppo di persone trama nell'ombra pensando che, in realtà, la Seconda Fondazione, che esiste affinché il Progetto Seldon vada a buon fine, sia il vero e ultimo nemico rimasto tra essi ed il Secondo Impero. Il segreto della apparente vittoria finale di questo manipolo di cospiratori sembra risiedere nelle grandi capacità deduttive della piccola Arcadia Darell, nipote di quella Bayta, che, unica in tutta la Galassia, era riuscita ad arrestare l'avanzata del Mulo.

## Estensione del Ciclo

### Sequel
Asimov tentò senza successo di concludere la serie al termine di Seconda Fondazione. Tuttavia, poiché dei prefissati mille anni del Piano Seldon ne erano stati trattati appena un terzo, la serie restava inconclusa. Per decenni, gli appassionati chiesero ad Asimov di rimettere mano, prima o poi, alla storia e concluderla degnamente. Finalmente nel 1982 Asimov scrisse L'orlo della Fondazione, ambientato intorno al cinquecentesimo anno del Piano. Il romanzo ottenne un clamoroso successo e subito dopo uscì un nuovo episodio, Fondazione e Terra, che funse da continuazione e conclusione delle vicende del precedente romanzo (era stata abbandonata l'ormai obsoleta formula della serie di racconti pubblicati su rivista).
I due romanzi - specialmente Fondazione e Terra - vennero però sentiti dagli appassionati più ortodossi come un voltafaccia alle precedenti storie. Il piano Seldon veniva al termine delle vicende completamente accantonato, e l'inquietante minaccia che traspariva nelle ultimissime pagine di Fondazione e Terra non venne sviluppata oltre da Asimov, il quale ammise poi di non avere effettivamente alcuna idea di come far proseguire la storia. Per rispondere alle pressioni dei lettori, Asimov si gettò nella stesura dei prequel.

### Prequel
Scritti per ultimi, ma cronologicamente primi all'interno del Ciclo, i prequel si compongono di due romanzi: Preludio alla Fondazione (del 1989) e Fondazione anno zero pubblicato postumo nel 1993. Essi raccontano le vicende di Hari Seldon e dello sviluppo della sua scienza della psicostoria. In questi due romanzi Asimov compie un ampio approfondimento psicologico dei personaggi principali fino a giungere, in Fondazione anno zero, a un'immedesimazione di sé stesso nel morente Seldon. I romanzi raccontano dei primi anni della caduta dell'Impero galattico, e sviluppano maggiormente il tema della psicostoria. Inoltre, fungono da preparazione alle svolte dei sequel - il parziale accantonamento del piano Seldon stesso, il ruolo di R. Daneel Olivaw - e degna conclusione (benché non cronologicamente) del Ciclo.

## Contributi di altri autori
L'universo della Fondazione è stato oggetto di alcune storie scritte dai principali autori di fantascienza americani.

### Second Foundation Trilogy
Dopo la morte di Asimov, la moglie Janet Jeppson ha chiesto agli scrittori Gregory Benford, Greg Bear e David Brin di scrivere una trilogia di romanzi - comunemente nota come "Second Foundation Trilogy" - ambientati nello scenario dei due prequel, e dunque incentrati sulla fortunata figura di Hari Seldon. I tre romanzi sono Fondazione la Paura (1997), Fondazione e Caos (1998), Fondazione, il trionfo (1999).  La trilogia nel complesso ha riscosso forti critiche da parte dei lettori. Senza dubbio, al termine dell'esperienza di lettura della saga, l'opera di Benford, Bear e Brin può essere letta come un intelligente omaggio all'inventiva di Asimov riveduta e corretta alla luce della fantascienza come la intendono i tre autori.

#### Fondazione la Paura
Il primo volume, Foundation's Fear (1997), di Gregory Benford, è stato pubblicato in Italia, dalla Mondadori (1998), con il titolo Fondazione: la Paura, ripubblicato nella collana Urania Jumbo n. 44 dalla Mondadori nel 2023.
La storia è ambientata nel periodo narrato in Fondazione anno zero e si colloca tra la prima e la seconda parte del romanzo asimoviano, dopo la partenza di Demerzel/Oliwav e prima della nomina ufficiale di Hari Seldon a Primo Ministro. La nomina, fortemente voluta da Cleon, è osteggiata dal Consiglio Supremo di Trantor e dal suo leader, Lamurk: per sfuggire agli uomini di Lamurk, Seldon e la moglie Dors lasciano Trantor iniziando un lungo viaggio per la galassia che consentirà a Seldon di conoscere altre società e perfezionare la sua psicostoria.
Benford non riesce a mantenersi nella linea canonica asimoviana ed aggiunge alla storia elementi propri della sua produzione: il salto nell'iperspazio viene accantonato per adottare i seppur più probabili wormholes per viaggiare nella galassia. Inoltre vengono create simulazioni virtuali, reti cibernetiche ed entità aliene (del tutto assenti nella galassia della Fondazione dipinta da Asimov), fino a creare dibattiti esistenziali e filosofici tra due intelligenze artificiali che simulano le personalità di Giovanna d'Arco e Voltaire, rompendo così il velo di ignoranza che nella saga classica della Fondazione avvolge tutto ciò che riguarda la storia della Terra e del passato più lontano della razza umana.

#### Fondazione e Caos
Con Foundation and Chaos (1998), pubblicato in italia nella collana Urania Jumbo n. 45 dalla Mondadori (2023) con il titolo Fondazione: il Caos, Greg Bear continua la storia, che ora si ambienta nell'arco narrativo tracciato dal capitolo Gli psicostorici che apre il primo dei romanzi classici della Fondazione.
Seldon è ormai in disgrazia e deve affrontare la Commissione di Salute Pubblica dell'Impero che lo condanna a scegliere tra la morte e l'esilio. Domina qui soprattutto la figura di R. Daneel Olivaw, che appare, forse esagerando, il vero progettista del futuro umano rispetto a Seldon: il dibattito si concentra sulla bontà della Legge Zero della robotica al quale Daneel si attiene, ossia Nessun robot può danneggiare l'umanità o, tramite la sua inazione, permettere che l'umanità venga danneggiata. Dietro le scelte sul futuro della galassia, infatti, c'è un duro scontro tra diverse fazioni di robot riguardo al ruolo che essi dovrebbero avere nella salvaguardia della razza umana. Ritornano le personalità di Giovanna d'Arco e Voltaire, qui affiancate da un robot positronico danneggiato e privato delle tre leggi, Lodovik Trema. Nel frattempo si sviluppa su Trantor la Seconda Fondazione diretta dai mentalici Wanda Seldon e Stettin Palver.
Bear riesce più del suo predecessore a recuperare le tematiche care all'Asimov originale, evitando inoltre di introdurre soggetti propri del suo bagaglio culturale, ma utilizzando uno stile chiaramente non-asimoviano.

#### Fondazione, il trionfo
La fine della saga è affidata a David Brin in Foundation's Triumph (1999), pubblicato in Italia nella collana Urania Jumbo n. 46 dalla Mondadori (2023) con il titolo Fondazione: il Trionfo.
In questo romanzo si assiste all'acuirsi dello scontro tra le fazioni di robot e alla soluzione di tutte le vicende su un incredibile scenario, quello della Terra, su cui si rincontrano nientemeno che Hari Seldon e R. Daneel Olivaw. Seldon giunge a conoscenza del progetto di Galaxia, pur rimanendo convinto che alla fine il suo Piano riuscirà a far convivere sia le due Fondazioni che Galaxia.
Il romanzo rappresenta un tentativo di Brin di ricomporre ciò che Asimov aveva sconvolto, ossia il Piano Seldon, e si sforza più degli altri due predecessori di recuperare le atmosfere asimoviane e la continuità.

### Gli amici di Fondazione
Più fortunata è stata la raccolta Gli amici di Fondazione - Storie in onore di Isaac Asimov (Foundation's Friends, 1989), antologia di racconti brevi ambientati nell'universo asimoviano (con una prefazione di Ray Bradbury). Tra le storie - scritte da autori come Poul Anderson, Frederik Pohl, Robert Sheckley, Robert Silverberg - ve ne sono alcune ambientate nell'universo della Fondazione, tra cui le storie Trantor Falls di Harry Turtledove, Foundation's Coscience di George Zebrowski e The Originist di Orson Scott Card.

## Cronologia del Ciclo delle Fondazioni
| Data   | Data | Evento | Fonte |
| EG     | EF   | Evento | Fonte |
| ------ | ---- | --- | --- |
| 11988  | -78  | Nascita di Hari Seldon e di Cleon I, rispettivamente su Helicon e su Trantor.                                                                | Preludio alla Fondazione |
| 12010  | -56  | Morte dell'imperatore Stanel IV. Suo figlio Cleon I ascende al trono.                                                                        | Preludio alla Fondazione |
| 12020  | -46  | Hari Seldon, al Convegno Decennale di Matematica, divulga le sue prime idee sulla psicostoria. Nello stesso anno, si trasferisce su Trantor. | Preludio alla Fondazione |
| 12028  | -38  | Eto Demerzel lascia l'incarico di primo ministro ad Hari Seldon e lascia Trantor                                                             | Fondazione anno zero, prima parte                                                                                                 |
| 12038  | -28  | Morte di Cleon I, sale al potere una giunta militare. Hari Seldon cessa di essere primo ministro.                                            | Fondazione anno zero, seconda parte                                                                                               |
| 12048  | -18  | Caduta della giunta militare. "Morte" di Dors Venabili                                                                                       | Fondazione anno zero, terza parte                                                                                                 |
| 12067  | -1   | La Commissione per la Sicurezza Pubblica esilia la Fondazione per l'Enciclopedia galattica su Terminus.                                      | Fondazione, prima parte |
| 12069  | 1    | Morte di Hari Seldon. | Fondazione anno zero, quinta parte; Fondazione, prima parte                                                                       |
| 12118  | 50   | Prima Crisi Seldon: la periferia della Galassia si dichiara indipendente dall'Impero Galattico.                                              | Fondazione, seconda parte |
| 12138  | 80   | Seconda Crisi Seldon | Fondazione, terza parte |
| ~12210 | ~150 | Terza Crisi Seldon: la Fondazione comincia ad essere governata dai principi mercanti.                                                        | Fondazione, quinta parte |
| ~12250 | ~190 | Bel Riose attacca la Fondazione (Quarta Crisi Seldon).                                                                                       | Fondazione e Impero, prima parte                                                                                                  |
| ~12370 | ~300 | Il Mulo conquista la Fondazione. | Fondazione e Impero, seconda parte                                                                                                |
| ~12380 | ~310 | Morte del Mulo. | Seconda Fondazione, prima parte                                                                                                   |
| 12414  | 377  | Battaglia di Quoriston tra Kalgan e la Fondazione                                                                                            | Seconda Fondazione, seconda parte                                                                                                 |
| 12566  | 498  | Golan Trevize trova Gaia. | L'orlo della Fondazione |
| 12567  | 499  | Golan Trevize trova la Terra. | Fondazione e Terra |
| 13088  | 1020 | Pubblicazione della CXVI edizione dell'Enciclopedia galattica.                                                                               | Anno di pubblicazione dell'edizione dell'Enciclopedia galattica di cui vengono inseriti alcuni estratti nei vari libri del Ciclo. |

## Serie televisiva
Nel 2021 è stata trasmessa la prima stagione di Fondazione, serie televisiva statunitense liberamente ispirata al ciclo delle Fondazioni, e prodotta da David S. Goyer per Apple TV+. La serie presenta notevoli differenze con l'opera letteraria, mantenendo pressoché inalterati solo Hari Seldon, il concetto di psicostoria e il piano Seldon con la creazione delle due Fondazioni, mentre altri personaggi sono aggiunti oppure molto divergenti rispetto all'originale.